# ナストロ・ダルジェント助演男優賞
ナストロ・ダルジェント助演男優賞（Nastro d'Argento al miglior attore non protagonista）は、ナストロ・ダルジェント賞の部門のひとつである。1946年、賞の創設と同時に設置された。
2023年時点での最多受賞者はロモロ・ヴァリ、レオポルド・トリエステ、アレッサンドロ・アベル（いずれも通算3回受賞）である。

## 受賞者・候補者一覧
太字が受賞者。

### 1940年代
- 1946年：ジーノ・チェルヴィ - 『Le miserie del signor Travet』
- 1947年：マッシモ・セラート - 『Il sole sorge ancora』
- 1948年：ナンド・ブルーノ - 『Il delitto di Giovanni Episcopo』
- 1949年：サロ・ウルツィ - 『無法者の掟』（In nome della legge）

### 1950年代
- 1950年：授賞なし
- 1951年：ウンベルト・スパダーロ - 『Il brigante Musolino』
- 1952年：授賞なし
- 1953年：ガブリエーレ・フェルツェッティ - 『La provinciale』
- 1954年：アルベルト・ソルディ - 『青春群像』
- 1955年：パオロ・ストッパ - 『L'oro di Napoli』
- 1956年：メンモ・カロテヌート - 『Il bigamo』
- 1957年：ペッピーノ・デ・フィリッポ - 『Totò, Peppino e i fuorilegge』
- 1958年：アンドレア・チェッキ - 『Parola di ladro』
- 1959年：ニーノ・ヴィンジェッリ - 『挑戦』

### 1960年代
- 1960年：クラウディオ・ゴーラ - 『刑事』
- 1961年：エンリコ・マリア・サレルノ - 『残酷な夜』（La lunga notte del '43）
- 1962年：サルヴォ・ランドーネ -  『L'assassino』
- 1963年：ロモロ・ヴァリ -  『Una storia milanese』
- 1964年：フォルコ・ルッリ -  『明日に生きる』（I compagni）
- 1965年：レオポルド・トリエステ - 『誘惑されて棄てられて』
- 1966年：ウーゴ・トニャッツィ - 『私は彼女をよく知っていた』（Io la conoscevo bene）
- 1967年：ガストーネ・モスキン - 『蜜がいっぱい』
- 1968年：ガブリエーレ・フェルツェッティ - 『悪い奴ほど手が白い』
- 1969年：エットレ・マッティーア - 『La pecora nera』

### 1970年代
- 1970年：
  - ウンベルト・オルシーニ - 『地獄に堕ちた勇者ども』
  - ファンフッラ - 『サテリコン』
  - アルベルト・ソルディ - 『Nell'anno del Signore』
- 1971年：
  - ロモロ・ヴァリ - 『悲しみの青春』
  - ジャンカルロ・ジャンニーニ - 『ジェラシー』（Dramma della gelosia - Tutti i particolari in cronaca）
  - ジジ・プロイエッティ - 『Brancaleone alle crociate』
- 1972年：
  - サルヴォ・ランドーネ - 『労働者階級は天国に入る』（La classe operaia va in paradiso）
  - リーノ・トッフォロ - 『裸のチェロ』
  - ロモロ・ヴァリ - 『ベニスに死す』
- 1973年：マリオ・カロテヌート - 『Lo scopone scientifico』
- 1974年：
  - トゥーリ・フェッロ - 『青い体験』
  - マリオ・スカッチャ - 『La proprietà non è più un furto』
  - チッチョ・イングラッシア - 『フェリーニのアマルコルド』
- 1975年：
  - アルド・ファブリツィ - 『あんなに愛しあったのに』（C'eravamo tanto amati）
  - コッラード・パーニ - 『哀しみの伯爵夫人』（Fatti di gente perbene）
  - ミケーレ・プラチド - 『Romanzo popolare』
- 1976年：チッチョ・イングラッシア - 『Todo modo』
- 1977年：
  - ロモロ・ヴァリ - 『Un borghese piccolo piccolo』
  - ジュリアーノ・ジェンマ - 『タタール人の砂漠』
- 1978年：カルロ・バーニョ - 『In nome del Papa Re』
- 1979年：ヴィットリオ・メッツォジョルノ - 『Il giocattolo』

### 1980年代
- 1980年：トーマス・ミリアン - 『ルナ』
- 1981年：
  - マッシモ・ジロッティ - 『Passione d'amore』
  - レッロ・アレーナ - 『Ricomincio da tre』
  - オラツィオ・オルランド - 『Aiutami a sognare』
  - ロッサーノ・ブラッツィ - 『Io e Caterina』
- 1982年：パオロ・ストッパ - 『Il marchese del Grillo』
- 1983年：
  - ティーノ・スキリンツィ - 『Sciopèn』
  - レッロ・アレーナ - 『Scusate il ritardo』
  - レオ・グロッタ - 『Spaghetti House』
- 1984年：
  - レオ・グロッタ - 『Mi manda Picone』
  - カルロ・ジュッフレ - 『Son contento』
- 1985年：レオポルド・トリエステ - 『エンリコ四世』（Enrico IV）
- 1986年：
  - ガストーネ・モスキン - 『Amici miei atto III』
  - フェッルッチョ。デ・チェレーザ - 『ジュリオの当惑』（La messa è finita）
  - フランコ・ファブリツィ - 『ジンジャーとフレッド』（Ginger e Fred）
  - ジュリアーノ・ジェンマ - 『女たちのテーブル』（Speriamo che sia femmina）
- 1987年：
  - ディエゴ・アバタントゥオーノ - 『Regalo di Natale』
  - マッシモ・トロイージ - 『ホテルコロニアル』
  - マッシモ・ダッポルト - 『ラ・ファミリア』（La famiglia）
- 1988年：エンツォ・カンナヴァーレ - 『32 dicembre』
- 1989年：
  - ファビオ・ブッソッティ - 『フランチェスコ』
  - カルロ・クロッコロ - 『'o Re』
  - リッキー・トニャッツィ - 『Caruso Pascoski di padre polacco』

### 1990年代
- 1990年：アレッサンドロ・アベル - 『Willy signori e vengo da lontano』
- 1991年：
  - エンニオ・ファンタスティキーニ - 『宣告』（Porte aperte）
  - ジャンカルロ・ジャンニーニ - 『I divertimenti della vita privata』
  - パオロ・パネッリ - 『黄昏に瞳やさしく』（Verso sera）
  - フランチェスコ・ベニーニョ、マウリツィオ・プロッロ、ロベルト・マリアーノ、アルフレード・リ・バッシ、アレッサンドラ・ディ・サンツォ - 『Ragazzi fuori』
  - マッシモ・ヴェルトミューラー - 『In nome del popolo sovrano』
- 1992年：
  - パオロ・ボナチェッリ - 『Johnny Stecchino』
  - アンジェロ・オルランド - 『Pensavo fosse amore... invece era un calesse』
  - ジョルジョ・ガベル - 『Rossini! Rossini!』
  - ジュゼッペ・チェデルナ - 『エーゲ海の天使』
  - エンニオ・ファンタスティキーニ - 『Una storia semplice』
- 1993年：
  - レナート・カルペンティエーリ - 『Puerto Escondido』
  - エロス・パーニ - 『Persone perbene』
  - トニー・スペランデオ - 『La discesa di Aclà a Floristella』
  - アンジェロ・オルランド - 『Ladri di futuro』
  - イヴァーノ・マレスコッティ - 『Quattro figli unici』
- 1994年：
  - アレッサンドロ・アベル - 『Per amore, solo per amore』
  - フェリーチェ・アンドレアージ - 『Un'anima divisa in due』
  - クラウディオ・ビガーリ - 『フィオリーレ／花月の伝説 』（Fiorile）
  - レオ・グロッタ - 『La scorta』
  - ジジ・レデル - 『Fantozzi in paradiso』
- 1995年：
  - マルコ・メッセーリ - 『Con gli occhi chiusi』
  - ロベルト・チトラン - 『Il toro』
  - アンドレア・ブランビッラ - 『Belle al bar』
  - レオポルド・トリエステ - 『Il giudice ragazzino』
  - レナート・カルペンティエーリ - 『Il giudice ragazzino』
- 1996年：
  - レオポルド・トリエステ - 『明日を夢見て』
  - ジャンニ・カヤファ - 『愛に戸惑って』（L'amore molesto）
  - マリオ・カロテヌート - 『Romanzo di un giovane povero』
  - アントネッロ・ファッサーリ - 『Camerieri』
  - チッチョ・イングラッシア - 『Camerieri』
- 1997年：
  - ジャンニ・カヴィーナ - 『Festival』
  - マッシモ・チェッケリーニ - 『踊れトスカーナ！』
  - アウレリオ・フィエッロ - 『Luna e l'altra』
  - ピエロ・ナトリ - 『Ferie d'agosto』
  - マッシモ・ポポリツィオ - 『Le affinità elettive』
- 1998年：
  - ジュスティーノ・ドゥラーノ - 『ライフ・イズ・ビューティフル』
  - マッシモ・チェッケリーニ - 『Fuochi d'artificio』
  - カルロ・クロッコロ - 『Consigli per gli acquisti』
  - ロベルト・ヘルリッカ - 『Marianna Ucrìa』
  - ガストーネ・モスキン - 『Porzûs』
- 1999年：
  - キャスト全員 - 『星降る夜のリストランテ』（La cena）
  - ロッコ・パパレオ - 『Del perduto amore』
  - シルヴィオ・オルランド - 『ナンニ・モレッティのエイプリル』（Aprile）
  - リトル・トニー - 『L'odore della notte』
  - ルカ・ジンガレッティ - 『Tu ridi』

### 2000年代
- 2000年：
  - フェリーチェ・アンドレアージ - 『ベニスで恋して』
  - カルロ・クロッコロ - 『Il guerriero Camillo』
  - レオ・グロッタ - 『Un uomo perbene』
  - エミリオ・ソルフリッツィ、フランチェスコ・パオラントーニ - 『Liberate i pesci!』
  - フィオレッロ、イヴァーノ・マレスコッティ、セルジオ・ルビーニ - 『リプリー』
- 2001年：
  - ジャンカルロ・ジャンニーニ - 『ハンニバル』
  - ルイジ・マリア・ブッルアーノ - 『ペッピーノの百歩』
  - イヴァーノ・マレスコッティ - 『Un delitto impossibile』および『La lingua del santo』
  - シルヴィオ・オルランド - 『息子の部屋』
  - クラウディオ・サンタマリア - 『オールモスト・ブルー』（Almost Blue）
- 2002年：
  - レオ・グロッタ - 『プロジェクトV 史上最悪のダム災害』
  - トニ・ベルトレッリ - 『母の微笑』（L'ora di religione）
  - ジャンニ・カヴィーナ - 『Sole negli occhi』
  - リベロ・デ・リエンツォ - 『サンタ・マラドーナ』（Santa Maradona）
  - クラウディオ・サンタマリア - 『Paz!』
- 2003年：
  - ディエゴ・アバタントゥオーノ - 『ぼくは怖くない』
  - クラウディオ・ジョエ、クラウディオ・サンタマリア - 『Passato prossimo』
  - マウリツィオ・マッティオーリ、ロッコ・パパレオ - 『Il pranzo della domenica』
  - フィリッポ・ニグロ - 『向かいの窓』
  - キム・ロッシ・スチュアート - 『ピノッキオ』
- 2004年：
  - アルノルド・フォア - 『ローマの人々』（Gente di Roma）
  - クラウディオ・アメンドラ - 『カテリーナ、都会へ行く』（Caterina va in città）
  - ルイジ・マリア・ブッルアーノ - 『Liberi』
  - ミケーレ・プラチド - 『Il posto dell'anima』
  - バッド・スペンサー - 『屏風の陰で歌いながら 』（Cantando dietro i paraventi）
- 2005年：
  - ラッファエーレ・ピス - 『愛の果てへの旅』（Le conseguenze dell'amore）
  - ヴァレリオ・ビナスコ - 『Lavorare con lentezza』
  - ピエルフランチェスコ・ファヴィーノ - 『家の鍵』
  - エリオ・ジェルマーノ - 『Che ne sarà di noi』
  - ルカ・リオネッロ、マッティア・ズブラージャ - 『パッション』
- 2006年：
  - カルロ・ヴェルドーネ  - 『イタリア的、恋愛マニュアル』（Manuale d'amore）
  - ジュゼッペ・バッティストン - 『心の中の獣』（La bestia nel cuore）
  - ロドルフォ・コルサート - 『13歳の夏に僕は生まれた』（Quando sei nato non puoi più nasconderti）
  - リッカルド・スカマルチョ - 『Texas』および『L'uomo perfetto』
  - ジャンマルコ・トニャッツィ - 『野良犬たちの掟』（Romanzo criminale）
- 2007年：
  - アレッサンドロ・アベル - 『Le rose del deserto』および『題名のない子守唄』
  - ニネット・ダヴォリ - 『Uno su due』
  - エンニオ・ファンタスティキーニ - 『対角に土星』（Saturno contro）
  - セルジオ・ルビーニ - 『La terra』および『Commediasexi』
  - リッカルド・スカマルチョ、ダリオ・バンディエーラ - 『モニカ・ベルッチの恋愛マニュアル』（Manuale d'amore 2 - Capitoli successivi）
  - フィリッポ・ティーミ - 『In memoria di me』
- 2008年：
  - アレッサンドロ・ガスマン - 『クワイエット・カオス〜パパが待つ公園で』（Caos calmo）
  - ジュゼッペ・バッティストン - 『まなざしの長さをはかって』（La giusta distanza）および『考えてもムダさ』
  - マッシモ・ギーニ - 『見わたすかぎり人生』（Tutta la vita davanti）
  - ルカ・リオネッロ - 『Cover-boy』
  - セルジオ・ルビーニ - 『Colpo d'occhio』
- 2009年：
  - エジオ・グレッジオ - 『ボローニャの夕暮れ』
  - クラウディオ・ビジオ、シルヴィオ・オルランド - 『恋するローマ 元カレ／元カノ』（Ex）
  - ジュゼッペ・フィオレッロ - 『堕天使』（Galantuomini）
  - エルネスト・マイウー - 『Fortapàsc』
  - ミケーレ・リオンディーノ - 『Il passato è una terra straniera』

### 2010年代
- 2010年：
  - エンニオ・ファンタスティキーニ - 『あしたのパスタはアルデンテ』
  - ルカ・ジンガレッティ - 『Il figlio più piccolo』 および『我らの生活』
  - ピエルフランチェスコ・ファヴィーノ - 『もう一度キスを』（Baciami ancora）
  - マルコ・ジャッリーニ - 『Io, loro e Lara』
  - マルコ・メッセーリ - 『はじめての大切なもの』（La prima cosa bella）
- 2011年：
  - ジュゼッペ・バッティストン - 『ラ・パッショーネ』、『星の子どもたち』（Figli delle stelle）および『Senza arte né parte』
  - ジョルジョ・コランジェリ - 『La donna della mia vita』および『Tatanka』
  - ジェッピー・グレイェセス - 『Gorbaciof』
  - リッキー・メンフィス、マウリツィオ・マッティオーリ - 『Immaturi』
  - ロッコ・パパレオ - 『Che bella giornata』
- 2012年：
  - マルコ・ジャッリーニ - 『天国は満席』（Posti in piedi in paradiso）および『バスターズ』（ACAB - All Cops Are Bastards）
  - ジュゼッペ・フィオレッロ - 『海と大陸』（Terraferma）および『異人たちの棲む館』（Magnifica presenza）
  - ファブリツィオ・ジフーニ - 『フォンターナ広場 イタリアの陰謀』
  - ミケーレ・リオンディーノ - 『妹の誘惑』
  - リッカルド・スカマルチョ - 『ローマでアモーレ』
- 2013年：
  - カルロ・ヴェルドーネ - 『グレート・ビューティ／追憶のローマ』
  - ステファノ・アルティエーリ - 『Tutti contro tutti』
  - カルロ・チェッキ - 『ミエーレ』（Miele）
  - ファブリツィオ・ファルコ - 『それは息子だった』（È stato il figlio）および『眠れる美女』
  - ミケーレ・リオンディーノ - 『Acciaio』および『眠れる美女』
- 2014年：
  - カルロ・ブッチロッソ、パオロ・サッサネッリ - 『僕はナポリタン』（Song'e Napule）
  - アレッサンドロ・アベル - 『無用のエルネスト』（L'ultima ruota del carro）
  - リッキー・メンフィス - 『La mossa del pinguino』
  - ジョルジョ・パゾッティ - 『Sapore di te』、『Nottetempo』および『Un matrimonio da favola』
  - フィリッポ・ティーミ - 『Un castello in Italia』
- 2015年：
  - クラウディオ・アメンドラ - 『俺たちとジュリア』（Noi e la Giulia）
  - ステファノ・フレージ - 『Ogni maledetto Natale』および『La prima volta (di mia figlia)』
  - アドリアーノ・ジャンニーニ - 『Senza nessuna pietà』および『アイス・フォレスト』（La foresta di ghiaccio）
  - ルイジ・ロ・カーショ - 『われらの子供たち』（I nostri ragazzi）
  - フランチェスコ・シャンナ - 『ラテン・ラバー』（Latin Lover）
- 2016年：
  - ルカ・マリネッリ - 『皆はこう呼んだ、鋼鉄ジーグ』
  - クラウディオ・アメンドラ - 『暗黒街』
  - ファブリツィオ・ベンティヴォリオ - 『Gli ultimi saranno ultimi』、『Forever Young』および『Dobbiamo parlare』
  - ペッピーノ・ディ・カプリ - 『Natale col boss』
  - アドリアーノ・ジャンニーニ、マッシミリアーノ・ガッロ - 『あなたたちのために』（Per amor vostro）
- 2017年：
  - アレッサンドロ・ボルギ - 『フォルトゥナータ』（Fortunata）および『Il più grande sogno』
  - クラウディオ・アメンドラ、ルカ・アルジェンテロ - 『Il permesso - 48 ore fuori』
  - エンニオ・ファンタスティキーニ - 『Caffè』および『La stoffa dei sogni』
  - ヴァレリオ・マスタンドレア - 『花咲く恋』（Fiore）
  - エドアルド・ペッシェ - 『純粋な心』（Cuori puri）および『フォルトゥナータ』（Fortunata）
- 2018年：
  - リッカルド・スカマルチョ - 『LORO 欲望のイタリア』（Loro）
  - ペッペ・バッラ - 『ナポリ、熟れた情事』
  - ステファノ・フレージ - 『Nove lune e mezza』および『いつだってやめられる 闘う名誉教授たち』
  - ヴィニーチョ・マルキオーニ - 『Il contagio』および『ザ・プレイス 運命の交差点』
  - トマス・トラバッキ - 『Amori che non sanno stare al mondo』および『Nico 1988』
- 2019年：
  - ルイジ・ロ・カーショ、ファブリツィオ・フェッラカーネ - 『シチリアーノ 裏切りの美学』
  - ステファノ・アコルシ - 『Il campione』
  - アレッシオ・ラピーチェ - 『ザ・グレイテスト・キング』
  - エドアルド・ペッシェ - 『Non sono un assassino』
  - ベニート・ウルグ - 『月を買った男』（L'uomo che comprò la Luna）

### 2020年代
- 2020年：
  - ロベルト・ベニーニ – 『ほんとうのピノッキオ』
  - カルロ・ブッチロッソ – 『ヒットマン：レジェンド 憎しみの銃弾』（5 è il numero perfetto）
  - カルロ・チェッキ – 『マーティン・エデン』
  - マッシミリアーノ・ガッロ、ロベルト・デ・フランチェスコ – 『Il sindaco del rione Sanità』
  - マッシモ・ポポリツィオ – 『Il primo Natale』および『Il ladro di giorni』
- 2021年：
  - マッシモ・ポポリツィオ - 『略奪者たち』
  - ファブリツィオ・ジフーニ - 『Lei mi parla ancora』
  - ヴィニーチョ・マルキオーニ - 『Governance - Il prezzo del potere』
  - ミケーレ・プラチド - 『Calibro 9』
  - フランチェスコ・パタネ - 『Il cattivo poeta』
- 2022年：
  - フランチェスコ・ディ・レーヴァ、トンマーゾ・ラーニョ – 『ノスタルジア』（Nostalgia）
  - ピエトロ・カステッリット – 『フリークスアウト』
  - ファブリツィオ・フェッラカーネ – 『内なる檻』（Ariaferma）、『L'arminuta』および『Una femmina』
  - リーノ・ムゼッラ – 『Il bambino nascosto』、『笑いの王』（Qui rido io）および『L'ombra del giorno』
  - マリオ・アウトーレ、ドメニコ・ピネッリ – 『I fratelli De Filippo』

- 2023年：
  - パオロ・ピエロボン - 『エドガルド・モルターラ ある少年の数奇な運命』（Rapito）
  - ファブリツィオ・ベンティヴォリオ - 『Il ritorno di Casanova』
  - フランチェスコ・ディ・レーヴァ - 『L'ultima notte di Amore』
  - リーノ・ムゼッラ - 『Princess』
  - サウル・ナンニ - 『Brado』
- 2024年：
  - エリオ・ジェルマーノ - 『Palazzina Laf』
  - セルジオ・カステッリット - 『Enea』
  - ファブリツィオ・フェッラカーネ - 『Misericordia』
  - セルジオ・ルビーニ - 『Felicità』
  - トニ・セルヴィッロ - 『アダージョ』（Adagio）

## 複数回受賞者
| 受賞回数 | 受賞者                         | 受賞年度         |
| -------- | ------------------------------ | ---------------- |
| 3        | アレッサンドロ・アベル         | 1990, 1994, 2007 |
| 3        | レオポルド・トリエステ         | 1965, 1985, 1996 |
| 3        | ロモロ・ヴァリ                 | 1963, 1971, 1977 |
| 2        | ディエゴ・アバタントゥオーノ   | 1987, 2004       |
| 2        | エンニオ・ファンタスティキーニ | 1991, 2010       |
| 2        | ガブリエーレ・フェルツェッティ | 1953, 1969       |
| 2        | ジャンカルロ・ジャンニーニ     | 1991, 1999       |
| 2        | レオ・グロッタ                 | 1984, 2002       |
| 2        | ガストーネ・モスキン           | 1967, 1986       |
| 2        | サルヴォ・ランドーネ           | 1962, 1972       |
| 2        | パオロ・ストッパ               | 1955, 1982       |
| 2        | カルロ・ヴェルドーネ           | 2006, 2013       |